# The construKction of light
the construKction of light ist das zwölfte Studioalbum der englischen Progressive-Rock-Band King Crimson. Es erschien im Mai 2000 bei Robert Fripps Label Discipline Global Mobile und bei Virgin Records.

## Entstehung und Veröffentlichung
Fripp beendete 1999 die Arbeit mit den so genannten ProjeKcts 1–4, ebenso Bill Bruford und Tony Levin. Fripp arbeitete nur noch mit Adrian Belew, Trey Gunn und Pat Mastelotto weiter. In dieser Besetzung spielten King Crimson nach fünf Jahren wieder ein Studioalbum ein. Dieselbe Formation veröffentlichte 2000 zudem als ProjeKct X das Album Heaven and Earth, dessen Titelstück auf the construKction of light enthalten ist.

## Titelliste
1. ProzaKc Blues – 5:28
2. the construKction of light (I) – 5:50
3. the construKction of light (II) – 2:50
4. Into the Frying Pan – 6:54
5. FraKctured – 9:06
6. The World's My Oyster Soup Kitchen Floor Wax Museum – 6:24
7. Larks’ Tongues in Aspic, Part IV (I) – 3:42
8. Larks’ Tongues in Aspic, Part IV (II) – 2:50
9. Larks’ Tongues in Aspic, Part IV (III) – 2:36
10. Coda: I Have a Dream – 4:42
11. ProjeKct X: Heaven and Earth – 7:46

## Stil
King Crimson vereinen auf dem Album Merkmale aller Schaffensperioden der Band sowie Erträge der Arbeit in den ProjeKcts. Es finden sich außerdem Einflüsse aus Blues, Minimal Music und der osteuropäischen Klassischen Musik. the construKction of light ist kompliziert strukturiert, mit wechselnden Rhythmen und vielen verschränkten oder gegenläufigen Gitarren. Neben den Verweisen auf andere Alben gibt es einige Querverweise und Bezüge innerhalb von the construKction of light. Das Album klingt düsterer und härter als frühere Werke der Band.

## Rezeption
Die Reaktionen auf das Album fielen überwiegend positiv aus. Jason Nickey von Allmusic befindet es zwar für zu rückwärtsgewandt und Jörg Schumann von den Babyblauen Seiten kritisiert es als eintönig, „uninspiriert und lieblos runtergeleiert“. Für Udo Gerhards dagegen „ist dieses Album kein Abkassierer-Nostalgie-Trip, denn dafür sind die Texturen zu scharf, die Polyrhythmik zu verwirrend und kompromisslos und die Stimmung zu düster. Es passiert unglaublich viel; und deshalb macht dieses Album vor allem beim genauen Hinhören dennoch Spass“. Nik Brükner resümiert: „Dieses Album enthält mit die am schwersten zu spielende Musik, die ich jemals gehört habe. […] Ich bin selten überschwänglich, aber hier liegt meiner Meinung nach […] ein absolutes Meisterwerk des Genres vor.“ Das Musikmagazin eclipsed nahm the construKction of light in seine Liste der 150 wichtigsten Prog-Alben auf.